# Owen Moran
Owen Moran (Birmingham, 4 ottobre 1884 – 17 marzo 1949) è stato un pugile inglese.
La International Boxing Hall of Fame lo ha riconosciuto fra i più grandi pugili di ogni tempo.

## Gli inizi
Professionista dal 1900.

## La carriera
Campione del mondo dei pesi piuma sconfiggendo Abe Attell nel 1908, combatté con numerosi altri grandi pugili, tra i quali Battling Nelson e Packey McFarland.